# Pavelló Olímpic de Reus
Il Pavelló Olímpic de Reus è il più importante palazzetto dello sport della città di Reus in Spagna. Ha una capienza di 3.500 posti. 
L'impianto venne inaugurato il 9 maggio 1992.
Di proprietà del Comune di Reus ospita le gare casalinghe del Reus Deportiu, squadra di hockey su pista della città.

## Eventi ospitati
- Hockey su pista ai Giochi della XXV Olimpiade
- Campionato mondiale maschile di hockey su pista Reus 1999
- Final four della Champions League 2004-2005